# Monomorium noxitum
Monomorium noxitum är en myrart som beskrevs av Bolton 1987. Monomorium noxitum ingår i släktet Monomorium och familjen myror. Inga underarter finns listade i Catalogue of Life.